# Bernhard II van Saksen
Bernhard II van Saksen (ca. 990 - 29 juni 1059) was hertog van Saksen. Hij was de zoon van hertog Bernhard I van Saksen en Hildegarde van Stade.
In 1011 volgde hij zijn vader op als hertog en erfde dienst functies als voogd van Lüneburg, Werden, Möllenbeck, Minden, Herford, Kemnade en Fischbeck. In 1018 bemiddelde Bernhard de vrede van Bautzen (stad) tussen Duitsland en Polen. Hij streed vooral tegen de Wenden en de Friezen. Bernhard stond op gespannen voet met keizer Hendrik III vanwege diens pogingen om het bestuur te centraliseren. Bernhard wist juist de autonomie van Saksen op het gebied van wetgeving te herstellen. In 1045 bouwde hij een kasteel in Hamburg. Bernhard werd begraven in de Sint Michaeliskerk te Lüneburg.
Bernhard II kreeg de voodij over een minderjarige zoon van zijn neef Wichman III, die was vermoord in 1016. Wichman III is een zoon van Egbert Eenoog 

Bernhard was gehuwd met Eilika van Schweinfurt (ca. 1005 - 10 december na 1055), dochter van markgraaf Hendrik van Schweinfurt en Gerberga van Gleiberg (ca. 970 - na 1036). Zij kregen de volgende kinderen:
- Ordulf van Saksen (1022-1072)
- Herman (-1086)
- Gertrude (-1115), in 1050 gehuwd met graaf Floris I van Holland (-1061) en in 1063 met Robrecht de Fries (-1093), graaf van Vlaanderen
- Hadwig, gehuwd met graaf Engelbert I van Spanheim (-1096).
- Ida (-31 juli 1102), gehuwd met hertog Frederik van Neder-Lotharingen (-1065), met het graafschap La Roche als bruidsschat, en met graaf Albert III van Namen (-1102)

## Voorouders
| Voorouders van Bernhard II van Saksen (~990-1059) | Voorouders van Bernhard II van Saksen (~990-1059)                   | Voorouders van Bernhard II van Saksen (~990-1059)                   | Voorouders van Bernhard II van Saksen (~990-1059)                   | Voorouders van Bernhard II van Saksen (~990-1059)                   | Voorouders van Bernhard II van Saksen (~990-1059)                     | Voorouders van Bernhard II van Saksen (~990-1059)                     | Voorouders van Bernhard II van Saksen (~990-1059)                   | Voorouders van Bernhard II van Saksen (~990-1059)                   |
| ------------------------------------------------- | ------------------------------------------------------------------- | ------------------------------------------------------------------- | ------------------------------------------------------------------- | ------------------------------------------------------------------- | --------------------------------------------------------------------- | --------------------------------------------------------------------- | ------------------------------------------------------------------- | ------------------------------------------------------------------- |
| Overgrootouders                                   | Egbert Billung (~865-932) ∞ 1561 ? (-)                              | Egbert Billung (~865-932) ∞ 1561 ? (-)                              | ? (-) ∞ ? (-)                                                       | ? (-) ∞ ? (-)                                                       | Lotharius II van Walbeck (915-964) ∞ Mathilde van Arneburg (~920-992) | Lotharius II van Walbeck (915-964) ∞ Mathilde van Arneburg (~920-992) | ? (-) ∞ ? (-)                                                       | ? (-) ∞ ? (-)                                                       |
| Grootouders                                       | Herman Billung (900/12-973) ∞ ? (-)                                 | Herman Billung (900/12-973) ∞ ? (-)                                 | Herman Billung (900/12-973) ∞ ? (-)                                 | Herman Billung (900/12-973) ∞ ? (-)                                 | Hendrik I de Kale (~935-976) ∞ Hildegard van Rheinhausen (945-)       | Hendrik I de Kale (~935-976) ∞ Hildegard van Rheinhausen (945-)       | Hendrik I de Kale (~935-976) ∞ Hildegard van Rheinhausen (945-)     | Hendrik I de Kale (~935-976) ∞ Hildegard van Rheinhausen (945-)     |
| Ouders                                            | Bernhard I van Saksen (~940-1011) ∞ Hildegarde van Stade (965-1011) | Bernhard I van Saksen (~940-1011) ∞ Hildegarde van Stade (965-1011) | Bernhard I van Saksen (~940-1011) ∞ Hildegarde van Stade (965-1011) | Bernhard I van Saksen (~940-1011) ∞ Hildegarde van Stade (965-1011) | Bernhard I van Saksen (~940-1011) ∞ Hildegarde van Stade (965-1011)   | Bernhard I van Saksen (~940-1011) ∞ Hildegarde van Stade (965-1011)   | Bernhard I van Saksen (~940-1011) ∞ Hildegarde van Stade (965-1011) | Bernhard I van Saksen (~940-1011) ∞ Hildegarde van Stade (965-1011) |